# Konrad von Goßler (Verwaltungsjurist)
Karl Ferdinand Konrad von Goßler, auch Konrad von Goßler-Zichtau (* 16. Oktober 1841 in Berlin; † 19. November 1900 in Zichtau) war ein deutscher Jurist, Rittergutsbesitzer und Landrat.

## Leben

### Herkunft und Familie
Konrad von Goßler war ein Sohn vom Wirklichen Geheimen Rat und Staatsminister Albert von Goßler und Auguste Friederike Wilhelmine Luise von Lamprecht (1821–1887). Er entstammte der Familie Goßler. Sein Bruder war der preußische Generalleutnant Martin von Goßler (1843–1898).
Er heiratete 1876 in Weimar Elisabeth Ernestine Rabe von Pappenheim (* 1853). Aus der Ehe gingen sechs Kinder, darunter Konrad von Goßler (1881–1939, späterer General der Kavallerie), hervor.

### Werdegang
Er studierte Rechtswissenschaften an der Ruprecht-Karls-Universität Heidelberg. 1862 wurde er Mitglied des Corps Saxo-Borussia Heidelberg. Nach dem Studium trat er in den preußischen Staatsdienst ein. Von 1869 bis 1873 absolvierte er das Regierungsreferendariat bei der Regierung in Erfurt. Ab diesem Zeitpunkt vertrat er auch zeitweise den Landrat Friedrich von Gerlach im Landratsamt Gardelegen, welches zum Regierungsbezirk Magdeburg gehörte. 1873 bestand er das Regierungsassessor-Examen.
Um 1877 war er Stellvertreter im Bezirksrat Magdeburg, war Kreisdeputierter und Kreistagsmitglied des Kreises Gardelegen. Von 1892; als Nachfolger für den Landrat Friedrich von Gerlach; war er bis 1894 Landrat des Landkreises Gardelegen.
Konrad von Goßler erbte von seinem Vater das Gut Zichtau, auf dem er bis zu seinem Tod lebte.

## Weblink
- Von Goßler in der GEDBAS-Online-Genealogie-Datenbank